# 呼吸数
呼吸数（こきゅうすう、英: Respiratory rate;ventilatory frequency; respiration rate; rate of breathing; respiratory rate; respiratory frequency; frequency of respiration）とは、単位時間当たりに行われる呼吸の数。

## 概要
医療、看護、介護の分野で、患者、利用者の健康状態を把握するためのバイタルサイン・チェック項目のひとつ。血圧、脈拍、体温とともに数値で計測、判断する。

## 測定
呼吸数の測定は、目視や聴診器のほか、心電図で判断する方法などもある。通常、心身ともに安静な状態で測定する。歩行や入浴、各種処置でどのように変化するかを見る場合もある。
実際の呼吸数の測定では、胸壁の上下運動を数える。吐く息、吸う息合わせて1回と数える。測定時、年齢、平常時の呼吸の状態、姿勢、体位、身体運動や情動の状態、疾患、薬物使用の有無などが影響するため、事前に確認する。

## 正常範囲
安静時の健康な成人の平均的な呼吸数は、毎分12～20回、1回換気量（深さ）は450～500mlである。年齢別平均呼吸数は以下のとおり。
| 年齢             | 回数        |
| ---------------- | ----------- |
| 6週間（新生児）  | 30～60回/分 |
| 6ヶ月            | 25～40回/分 |
| 3歳              | 20～30回/分 |
| 6歳              | 18～25回/分 |
| 10歳             | 17～23回/分 |
| 成人             | 12～18回/分 |
| 65歳以上の高齢者 | 12～28回/分 |
| 80歳以上の高齢者 | 10～30回/分 |

## 呼吸の観察のポイント
呼吸の観察では、呼吸の数、その深さ、リズムを見る。測定・観察の際には、以下の点に留意。
- チアノーゼの有無、意識レベル、発熱、喘鳴、息苦しさ、胸痛、頭重感、姿勢、せき、たん、脈拍の変化などについて、同時に観察する[2]。
- 呼吸数は、精神的に興奮したり、心不全や呼吸不全があると増加する[2]。
- 浅い呼吸と深い呼吸を交互に繰り返すときは、脳血管障害など中枢障害を疑う[2]。
- 下顎呼吸があるときは、生命予後が悪い（死が近い）ことが予測できる[2]。
- 過呼吸症候群などの神経症では、正常でも呼吸が深くなることがある[2]。
- 呼気と吸気の長さの比率は、吸気より呼気のほうがやや長く、吸気と呼気の間に休息期があるのがふつう[2]。
- 胸（胸郭）の動きは左右均等で、吸気では広がり、呼気で縮小する[2]。